# Dekanat otwocki
Dekanat otwocki – dekanat diecezji warszawsko-praskiej.

## Parafie
| Lp | Miejscowość / parafia                                 | Proboszcz / administrator      | Zdjęcie |
| -- | ----------------------------------------------------- | ------------------------------ | ------- |
| 1  | Glinianka św. Wawrzyńca                               | ks. Piotr Błażejczyk           |         |
| 2  | Ostrów św. Stanisława Biskupa i Męczennika            | ks. Radosław Lipiński          |         |
| 3  | Otwock Zesłania Ducha Świętego                        | ks. Wiesław Wilmański SAC      |         |
| 4  | Otwock św. Wincentego á Paulo                         | ks. prał. Bogdan Sankowski     |         |
| 5  | Otwock bł. Ignacego Kłopotowskiego                    | ks. Cezary Krawczyński         |         |
| 6  | Otwock Matki Bożej Nieustającej Pomocy                | ks. Wiesław Bocheński          |         |
| 7  | Otwock Niepokalanego Serca Maryi                      | ks. Jan Kazimierz Gołembiewski |         |
| 8  | Otwock Matki Bożej Częstochowskiej                    | ks. Wojciech Kraiński          |         |
| 9  | Otwock św. Józefa Oblubieńca Najświętszej Maryi Panny | ks. Robert Turyk SAC           |         |
| 10 | Wiązowna św. Wojciecha BM                             | ks. Przemysław Macios          |         |